# Salpe (sage-femme)
Salpe est une sage-femme grecque du premier siècle avant notre ère dont le travail est connu à travers les écrits de Pline l'Ancien.

## Rapport de Pline
Salpe était une sage-femme grecque, ou obeterix, de Lemnos,. Son nom est grec, c'est aussi le nom d'un poisson. Les remèdes de Salpe étaient prescrits par Pline l'Ancien et il est l'unique source de connaissance sur Salpe,. Athénée a également écrit sur une Salpe qui venait de Lesbos et qui écrivait des œuvres frivoles. Ces deux femmes étaient probablement la même personne.

## Remèdes de Salpe
Pline décrit des remèdes de Salpe pour soigner les coups de soleil, la raideur, les morsures de chien et les maux des yeux. Il donne également des informations sur un aphrodisiaque, une crème dépilatoire, et un moyen d'arrêter un chien d'aboyer. Deux de ses principaux ingrédients sont la salive et l'urine, les deux étaient soupçonnés d'avoir à la fois des pouvoirs naturels et surnaturels. Salpe est souvent comparée à Laïs, elles sont toutes les deux d'accord sur les pouvoirs magiques du sang menstruel contre la rage et les fièvres intermittentes,. 

## Représentation dans l'art contemporain
Salpe figure parmi les 1 038 femmes référencées dans l'œuvre d’art contemporain The Dinner Party (1979) de Judy Chicago. Son nom y est associé à Aspasie,.